# تریکسی ماریستلا
تریکسی ماریستلا (به انگلیسی: Trixie Maristela) مدل فیلیپینی است. او یک زن ترنس است. او در سال ۲۰۱۵ دوشیزه ملکه بین‌المللی شد.